# Антонев (гміна Сохачев)
Антонев (пол. Antoniew) — село в Польщі, у гміні Сохачев Сохачевського повіту Мазовецького воєводства.
У 1975-1998 роках село належало до Скерневицького воєводства.